# Gaal (hijo de Ebed)
Gaal (hebreo: escarabajo o desprecio) era hijo de Ebed. Se rebeló contra Abimelec hijo de Gedeón. Su historia está narrada en Jueces 9: 26 - 41.
Causó una revuelta entre la ciudad de Siquem contra Abimelec.

## Biografía

### Procedencia
No se sabe si fue cananeo o hebreo, pero en tal caso que fuere hebreo no obedecía a Jehová, porque adoraba a Baal-berit.

### Familia
Gaal era hijo de Ebed, y tenía hermanos, posiblemente menores que él.

### Rebelión
Gaal con sus hermanos se fueron a vivir a Siquem, y los habitantes de aquella ciudad pusieron su confianza en Gaal. Gaal hizo fiesta con la uva de los campos, en el templo de Baal-berit en Siquem, y maldijeron a Abimelec, y conspiró contra él.
Zebul, gobernador de Siquem, envió secretamente mensajeros a Abimelec, por lo cual Abimelec subió de noche, y puso emboscadas en Siquem.
Gaal vio que descendían hombres por el camino de la encina de los adivinos. Gaal peleó contra Abimelec, y huyó delante de él hacía la ciudad, y cayeron muchos heridos hasta la entrada de la puerta.
Abimelec se quedó en Aruma, y Zebul echó fuera a Gaal y a sus hermanos.
Al día siguiente Abimelec arrasó a la ciudad, y le sembró sal.

### Después de la rebelión
No se sabe a dónde se fueron después de la revuelta, pero no murieron por esta causa.